# Mount Stirling, Antarktis
Mount Stirling är ett berg i Antarktis. Det ligger i Östantarktis. Nya Zeeland gör anspråk på området. Toppen på Mount Stirling är 2 270 meter över havet, eller 271 meter över den omgivande terrängen. Bredden vid basen är 3,3 km.
Terrängen runt Mount Stirling är huvudsakligen kuperad. Trakten är obefolkad. Det finns inga samhällen i närheten. 